# Děvčátko
Děvčátko è un film del 2002 diretto da Benjamin Tuček.